# Wu Sangui
Wu Sangui o Wu San-kuei (1612, Liaodong - 2 de octubre de 1678, Hunan) fue un general chino que ayudó a los manchúes a establecer la dinastía Qing.
Aunque luchó durante muchos años contra los Manchú en la frontera noreste de China, recurrió a ellos por ayuda cuando la capital (Pekín) de la dinastía Ming cayó en manos del rebelde Li Zicheng. Las fuerzas manchú derrotaron a Zicheng y después instauraron su propia dinastía, en la cual Sangui prestó servicio por muchos años. Sólo cuando él fue puesto a cargo de eliminar los remanentes de los Ming, la resistencia en el suroeste de China, fue que se separó, creando su propio estado en el área de Yunnan y Guizhou.
Otros dos comandantes erigieron estados similares en las provincias vecinas del sur; en 1673 Sangui lideró a las tres en rebelión. Después de su muerte, su nieto continuó con la insurrección hasta 1681, cuando fue finalmente aplastada.